# Nikos Ch. Chourmouziadis
Nikos Ch. Chourmouziadis, griechisch Νίκος Χ. Χουρμουζιάδης (* 1930 in Thessaloniki; † 19. Oktober 2013) war ein griechischer Gräzist und Regisseur.

## Biografie
Chourmouziadis studierte an der Aristoteles-Universität Thessaloniki Philologie in der Abteilung für Klassische Philologie und setzte seine Studien mit der Spezialisierung auf das altgriechische Drama in London und New York fort. Nach zwölf Jahren im mittleren Schuldienst wurde er 1971 zum Professor in der Abteilung für Klassische Philologie der Philosophischen Fakultät der Universität von Thessaloniki ernannt und blieb bis 1988 in dieser Position. Er wechselte 1990 an die Abteilung für Theaterwissenschaft an den Universitäten von Athen und Thessaloniki und blieb dort bis 1998. Er inszenierte eine Reihe von Stücken auf der experimentellen Bühne der Τέχνη von Thessaloniki, darunter Brecht, Shakespeare, Tschechow, Beckett und Euripides. Darüber hinaus inszenierte er eine Reihe von Werken insbesondere des altgriechischen Theaters bis 2001 im Staatlichen Theater von Nordgriechenland (Κρατικό Θέατρο Βορείου Ελλάδος).
Chourmouziadis arbeitete insbesondere zum altgriechischen Drama, vor allem der Tragödie und zu ihrem Chor. Unter den Tragikern widmete er Euripides besondere Aufmerksamkeit. Zudem hat er das Standardwerk Albin Leskys zur griechischen Tragödie, Die tragische Dichtung der Hellenen, ins Neugriechische übersetzt.

## Schriften (Auswahl)
Monographien
- Ο χορός στο αρχαίο ελληνικό δράμα. Στιγμή, Αθήνα 2010. – („Der Chor im altgriechischen Drama“)
- Θεατρικές διαδρομές. Στιγμή, Αθήνα 2003. – („Gänge durch das Theater“)
- Περί χορού: Ο ρόλος του ομαδικού στοιχείου στο αρχαίο ελληνικό δράμα. Εκδόσεις Καστανιώτη, Αθήνα 1998. – („Über den Chor: Die Rolle des gesellschaftlichen Elements im altgriechischen Drama“)
- Ευριπίδης σατυρικός. Στιγμή, Αθήνα 1986. – („Euripides als Satyrspieldichter“)
- Όροι και μετασχηματισμοί στην αρχαία ελληνική τραγωδία. Στιγμή, Αθήνα 1984 (zweite Auflage 1990), Nachdruck 2003. – („Grenzen und Transformationen in der altgriechischen Tragödie“)
- Σατυρικά. Αθήνα 1974 (zweite Auflage 1986). – („Bemerkungen zum Satyrspiel“)
- Production and imagination in Euripides: Form and function of the scenic space. Athen 1965.

Übersetzung
- (Übers.): Albin Lesky, Η τραγική ποίηση των Ελλήνων. 2 τόμοι. Μετάφραση: Νίκος Χ. Χουρμουζιάδης. Μορφωτικό Ίδρυμα Εθνικής Τραπέζης, Αθήνα 1987.